# Контрапунктическая фантазия
Контрапунктическая фантазия (итал. Fantasia contrappuntistica) — фортепианное произведение Ферруччо Бузони, представляющее собой свободную обработку неоконченной последней фуги из сборника Иоганна Себастьяна Баха «Искусство фуги». Первоначальная редакция написана в 1910 году, в дальнейшем появились три авторские редакции (одна из них для двух фортепиано) и два переложения (для органа и для оркестра), в той или иной мере одобренные автором.
Оригинальная партитура композиции сейчас находится в Берлинской государственной библиотеке.

## История создания
Бузони как исполнитель Баха и редактор его сочинений долгое время раздумывал над загадкой последней, неоконченной фуги (Contrapunctus 19) из баховского цикла «Искусство фуги». В ходе американских гастролей 1909—1910 гг. Бузони познакомился с выдающимся немецко-американским органистом Вильгельмом Миддельшульте и его чикагским наставником, теоретиком Бернхардом Цином. Первый произвёл на Бузони большое впечатление своим мастерством, а второй — своими идеями, в том числе доказательством того, какова должна была быть четвёртая тема фуги Баха, отсутствующая в сохранившемся наброске. Под этим впечатлением Бузони за первые два месяца 1910 года написал собственное сочинение, в котором использовал сохранившийся баховский материал, дописал к нему недостающую часть в соответствии с идеями Цина (указав на это в сноске) и дополнил результат собственными разработками, в том числе вариациями на темы Баха с добавлением собственной темы. Получившееся произведение было немедленно издано в Нью-Йорке и Бостоне под названием «Большая фуга. Контрапунктическая фантазия по последнему неоконченному клавирному произведению И. С. Баха» (нем. Große Fuge. Kontrapunktische Fantasie über Joh. Seb. Bach's letztes unvollendetes Werk für Klavier ausgeführt), с посвящением «Вильгельму Миддельшульте, мастеру контрапункта».
Вернувшись в Европу, Бузони в июне того же 1910 года решил предварить эту фугу хоральной прелюдией, взяв для этого третью пьесу из своего фортепианного цикла «Элегии» 1908 года. В таком виде композитор опубликовал свою работу в Берлине под названием «Контрапунктическая фантазия. Хоральная прелюдия „Слава в вышних Богу“ и четырёхголосная фуга по фрагменту из Баха» (итал. Fantasia contrappuntistica. Preludio al Corale "Gloria al Signore nei Cieli" e Fuga a quattro sogetti obbligati sopra un frammento di Bach). Эта редакция в том же году впервые прозвучала в Базеле в исполнении автора и была опубликована лейпцигским издательством Breitkopf & Härtel, по-прежнему с посвящением Миддельшульте. Примерная продолжительность звучания этой редакции — 28-30 минут.

### Транскрипции и исполнители
В 1911 году по предложению композитора Миддельшульте осуществил транскрипцию фантазии для органа. Эта транскрипция получила высочайшую оценку Бузони и впервые прозвучала в ходе европейских гастролей Миддельшульте в сентябре 1912 года в Цюрихе, Берлине и Дортмунде; известно также, что в октябре Миддельшульте приватным образом исполнил её в Париже специально для Шарля Мари Видора. Одновременно Бузони, отказавшись от первоначальной мысли самому оркестровать фантазию, предложил выполнить эту работу Фредерику Стоку. Версия для оркестра впервые прозвучала в 1911 г. в Дортмунде, оставив у композитора смешанное впечатление. В 1913 году он должен был сам продирижировать ею в Лондоне, но в ходе репетиций его недовольство оркестровкой усилилось, Бузони отменил исполнение, и в дальнейшем транскрипция Стока не исполнялась. Одновременно в 1912 году сам Бузони подготовил сокращённую (малую) редакцию фантазии примерной продолжительностью 21 минута; эту редакцию также выпустило издательство Breitkopf & Härtel, композитор посвятил её Рихарду Булигу.
Наконец, в 1922 году Бузони выполнил редакцию фантазии для двух фортепиано, посвятив её семейному дуэту пианистов — Джеймсу Квасту и Фриде Кваст-Ходапп.
Исполнение Эгоном Петри «Контрапунктической фантазии» вдохновило британского композитора Кайхосру Сорабджи на создание работы «Opus clavicembalisticum».

## Состав полной редакции
1. Preludio corale
2. Fuga I
3. Fuga II
4. Fuga III (на тему монограммы B-A-C-H)
5. Intermezzo
6. Variazione I
7. Variazione II
8. Variazione III
9. Cadenza
10. Fuga IV
11. Corale
12. Stretta